# Pelkosjärvi
Pelkosjärvi är en sjö i Finland. Den ligger i kommunen Pyhäjoki i landskapet Norra Österbotten, i den centrala delen av landet, 500 km norr om huvudstaden Helsingfors. Pelkosjärvi ligger 95 meter över havet. Arean är 30,4 hektar och strandlinjen är 3,97 kilometer lång. Sjön  ingår i Liminkaojas huvudavrinningsområde.   I omgivningarna runt Pelkosjärvi växer i huvudsak blandskog.
I övrigt finns följande i Pelkosjärvi:
- Makkarasaari (en ö)